# Balsaráti Vitus János
Balsaráti Vitus János (Dombegyház, 1529 – Sárospatak, 1575. április 7.) bölcselet- és orvosdoktor, sárospataki református tanár és lelkész.

## Élete
Apja Vitus Lukács a Jaksics család nagylaki kastélyának gondviselője volt. Amikor családját Dombegyházán meglátogatta, a törökök feldúlták a várost és hurcolták lakosait, köztük Vitus Lukácsot és feleségét is. Gyermeküket, a 3 hónapos Jánost a lángok közül egy török katona mentette ki. Anyai nagybátyja, Fedor Ferenc magával vitte Balsarát faluba (valószínűleg a ma Basarága nevet viselő puszta Dombegyház közelében, Arad megyében) és gondoskodott neveltetéséről. Ennek emlékéül Vitus a Balsaráti nevet egész életében megtartotta.
Később a gyermeket Jaksics Péternek, a nagylaki várkastély urának özvegye, Anna vette gondjai alá. Így nyert Vitus János első iskolai kiképeztetést Gyulán; majd Erdődre ment tanulni Kopácsi Istvánhoz, akit 1547-ben Nagybányára, 1549-ben pedig Sárospatakra is követett. Miután Vitus a teológiában és más tudományokban előmenetelt tett, a latin és görög irodalmat tanította kezdőknek. 1549 vége felé Wittenbergbe ment Philipp Melanchthon előadásainak hallgatására; a szükséges költségekről Jaksics Anna, Jaksics Péter leánya gondoskodott. Itt filozófiát és teológiát tanult; 1554-ben bölcseletdoktor lett. 1556-ban Melanchthon tanácsára az orvosi szakra adta magát és hét évi Wittenbergben való tartózkodás után Olaszországba utazott, ahol Bologna és Padova egyetemeit látogatta és orvosdoktori oklevelet nyert. Ezután meglátogatta Rómát, hol IV. Pál pápa udvarában orvosi gyakorlata is volt. 1560-ban Perényi Gábor országbiró hazahívta és udvari orvosává tette; majd tanácsos volt Sárospatakon és felügyelt az iskolára, melynek valószínűleg ekkor lett helyettes igazgató-tanárává is az öreg Kopácsi mellett. Miután Perényi 1567-ben meghalt, Vitus szolgálatai megszűntek az udvarnál, ekkor egyházi hivatalba lépett. 1568-ban jelen volt az Egri Lukács ellen összehívott kassai zsinaton. 1570-ben liszkai, 1571-ben sárospataki prédikátor lett és mint ilyen az iskola gondnoka és tanító is egyúttal.
Halála alkalmából emlékbeszédet írt és adott ki róla tanártársa, Szikszai Fabricius Balázs:  (Oratio funebris de vita et morte ...Joannis Viti Balsaratii (Gyászbeszéd Balsaráti Vitus János ... életéről és haláláról), Wittenberg, 1576). II. Miksa császár címeres nemeslevéllel tüntette ki.

## Munkái
- De remediis pestis prophylacticis. (A pestis megelőző gyógymódjai) H. n. 1564.
- A keresztyén vallásnak minden ágazati rövid summában foglalva. H. n. 1571.

A magyar kirurgia, az az a seb gyógyításának mesterségiről irt négy könyvek című munkája kéziratban maradt és nemzeti orvosi irodalmunk nagy kárára valószínűleg el is veszett. Egy levele, melyet Bolognából írt, közölve van a szászbesztercei evangélikus gimnázium 1862. Programmjában. Írt latin verseket is.